# 岑善方
岑善方（？—561年），字思义，南阳郡棘阳县（今河南南阳南）人，中国南北朝南梁政治人物，汉朝征南大将军岑彭的后裔。
岑善方祖父岑惠甫，给事中。父亲岑昶，散骑侍郎。岑善方有器局，博通经史，善于辞令。担任刑狱参军，随萧詧至襄阳。萧詧请依附西魏，以岑善方兼记室，岑善方为萧詧与西魏之间的使者。应对机敏，被宇文泰嘉赏。往来两国之间，多达数十次。魏恭帝二年，任命他为骠骑大将军、开府仪同三司，封长宁县公。萧詧承制，任命他为中书舍人，迁襄阳郡守。萧詧称帝，征召为太舟卿，领中书舍人，转任太府，依然领中书舍人。转任散骑常侍、起部尚书。岑善方勤慎有才干，萧詧委任他机密要事。萧詧在位第七年，岑善方卒，赠太常卿。谥号敬。所著文集十卷。